# Чумаки (Пятихатский район)
Чумаки (укр. Чумаки) — село,
Саксаганский сельский совет,
Пятихатский район,
Днепропетровская область,
Украина.
Код КОАТУУ — 1224587002. Население по переписи 2001 года составляло 671 человек .

## Географическое положение
Село Чумаки находится на берегах Макортовского водохранилища (река Саксагань),
выше по течению примыкает село Саксагань.

## Объекты социальной сферы
- Школа.
- Фельдшерско-акушерский пункт.
- Клуб
- Публичная сельская библиотека - филиал № 33 Пятихатской ЦБС